# Draaiveld
Het draaiveld is een door elektrische stromen opgewekt ronddraaiend magnetisch veld in de statorholte van een wisselstroommotor. Bij driefasige motoren beschrijft de fluxvector (de vector die het geheel aan veldlijnen voorstelt naar grootte en richting) een cirkel. Bij eenfasige motoren is dit meestal een ellips.

## Driefasige stator

Draaiend magnetisch veld

Beschouw een driefasige stator: deze is samengesteld uit drie identieke eenfasige wikkelingen (dit zijn spoelgroepen bestaande uit meerdere in serie of parallel geschakelde spoelen) die ten opzichte van elkaar altijd 120 elektrische graden verschoven zijn (afhankelijk van het polental van de motor is dit 120°, 60°, enzovoort, meetkundig in de statorruimte). Anderzijds wordt op ieder fasewikkeling een eenfasige wisselspanning toegepast met zelfde amplitude en frequentie, doch die 120 elektrische graden ten opzichte van elkaar verschoven zijn. Hierdoor ontstaan drie wisselende magnetische velden (in iedere fasewikkeling één) die onderling ook 120 elektrische graden verschoven zijn.
De resultante van deze drie wisselende velden is een ronddraaiend magnetisch veld daar deze afzonderlijke wisselende velden nooit op hetzelfde ogenblik maximum of nul kunnen zijn (de toegepaste spanningen en/of stromen zijn 120 graden verschoven ten opzichte van elkaar en anderzijds liggen de wikkelingen ook 120 elektrische graden verschoven ten opzichte van elkaar). Dit idee om op dergelijke manier een ronddraaiend magnetisch veld te bekomen is ontsproten aan het brein van Nikola Tesla. Bemerk dat Nikola Tesla aanvankelijk een tweefasige statorwikkeling heeft uitgevonden (hier worden stromen en fasewikkelingen over 90 elektrische graden verschoven, een verschuivingshoek is ook terug te vinden bij de eenfasige motor).

## Eenfasige stator
Bij eenfasige motoren maakt men gebruik van twee wikkelingen in de stator die onderling 90 graden ten opzichte van elkaar verschoven zijn. De eerste wikkeling wordt de hoofdwikkeling of arbeidswikkeling genoemd en de tweede wikkeling wordt de hulpwikkeling genoemd. Beide wikkelingen zijn parallel geschakeld op het net.
Om echter een draaiend veld te bekomen, evenwel een ellipsvormig veld, is er nog een derde element nodig namelijk een condensator (of een extra spoel of een ohmse weerstand, alhoewel de condensatormotor het meest voorkomend is). Deze condensator wordt in serie geschakeld met de hulpwikkeling. Bij toepassing van de netspanning en bij een gesloten kring zal de stroom in de hulpwikkeling ongeveer 90 elektrische graden voorijlen ten opzichte van de stroom in de hoofdwikkeling. Hierdoor ontstaan opnieuw twee wisselende velden die niet op hetzelfde ogenblik maximum of nul kunnen zijn. Dit resulteert opnieuw in een ronddraaiend veld. Daar de hulpwikkeling enkel nodig is om de motor te starten (de hulpwikkeling wordt meestal uitgeschakeld als de motor eenmaal draait) is deze zwakker uitgevoerd dan de hoofdwikkeling die de motor draaiende moet houden (zie theorema van Leblanc). Hierdoor komt het dat de fluxvector een ellips beschrijft in plaats van een cirkel zoals bij driefasige motoren.